# Éric de Moulins-Beaufort
Éric Marie de Moulins d'Amieu de Beaufort (Landau in der Pfalz, 30 gennaio 1962) è un arcivescovo cattolico francese, dal 18 agosto 2018 arcivescovo metropolita di Reims.

## Biografia
Éric Marie de Moulins d'Amieu de Beaufort è nato a Landau in der Pfalz il 30 gennaio 1962 ed è figlio di Jean-Louis de Moulins, che è stato autorizzato con decreto del 18 settembre 1954 ad aggiungere al suo nome quello di d'Amieu de Beaufort(una nobile famiglia francese a cui apparteneva la nonna, famiglia estinta a inizio Novecento), e di Françoise Liénard.

### Formazione e ministero sacerdotale
Ha conseguito la laurea in scienze economiche all'Università Panthéon-Assas di Parigi e il diploma in scienze politiche all'Istituto di studi politici di Parigi. È poi entrato in seminario e ha frequentato l'Istituto di studi teologici di Bruxelles e il Pontificio Seminario Francese a Roma fino alla licenza in teologia. Ha terminando gli studi all'Istituto teologico di Tolosa dove ha conseguito il dottorato con una tesi intitolata: "L'esprit de l'homme ou la présence de Dieu en l'homme: Anthropologie et mystique selon Henri de Lubac".
L'8 settembre 1990 è stato ordinato diacono per l'arcidiocesi di Parigi nella chiesa di Saint-Étienne-du-Mont a Parigi dal cardinale Jean-Marie Lustiger. Il 29 giugno successivo è stato ordinato presbitero nella cattedrale di Notre-Dame a Parigi dallo stesso cardinale. In seguito è stato insegnante e direttore del seminario di Parigi dal 1992 al 2008; cappellano del Liceo Montaigne dal 1992 al 1993, poi del Liceo Louis-le-Grand dal 1993 al 1994; insegnante alla Facoltà Notre-Dame dell'Ecole Cathédrale dal 1995; responsabile della Maison Saint-Roch del seminario di Parigi dal 1997 al 2000; parroco della parrocchia di San Paolo e San Luigi dal 2000 al 2005; segretario particolare del cardinale arcivescovo André Armand Vingt-Trois dal 2005 al 2008 e vicario generale dal 2008.

### Ministero episcopale
Il 21 maggio 2008 papa Benedetto XVI lo ha nominato vescovo ausiliare di Parigi e titolare di Cresima. Ha ricevuto l'ordinazione episcopale il 5 settembre successivo nella cattedrale di Notre-Dame a Parigi dal cardinale André Armand Vingt-Trois, arcivescovo metropolita di Parigi, co-consacranti l'arcivescovo metropolita di Rennes Pierre Paul Oscar d'Ornellas e il vescovo di Pontoise Jean-Yves Riocreux.
Nel novembre del 2012 ha compiuto la visita ad limina.
Il 18 agosto 2018 papa Francesco lo ha nominato arcivescovo metropolita di Reims. Ha preso possesso dell'arcidiocesi il 28 ottobre successivo con una cerimonia nella cattedrale arcidiocesana.
In seno alla Conferenza episcopale di Francia è stato presidente della commissione dottrinale. Il 3 aprile 2019 è stato eletto presidente della Conferenza episcopale ed è entrato in carica il 1º luglio successivo. Come tale è anche co-presidente del Consiglio delle Chiese cristiane in Francia.
È membro del consiglio direttivo dell'Associazione internazionale Cardinal Henri de Lubac, del consiglio di redazione della rivista Communio e del consiglio di redazione della Nouvelle Revue Théologique.

## Opere

### Autore
- Anthropologie et mystique selon Henri de Lubac: «l'esprit de l'homme», ou la présence de Dieu en l'homme, Éditions du Cerf, 2003
- L'Église face à ses défis, CLD, septembre 2019 ISBN 9782854436013

### In collaborazione
- Vatican II, une boussole pour notre temps : Plus de quarante ans après qu'est devenu le Concile ?, Parole et Silence, 2010
- Henri de Lubac et le mystère de l’Église. Actes du colloque du 12 octobre 1996 à l’Institut de France, Éditions du Cerf, 1999

### Prefazione
- Dominique Struyf, Noëlle Hausman, La vie consacrée. Lumières et obscurités, Cahiers de la NRT, CLD, 2019
- Le « sensus fidei » dans la vie de l'Église, Commission théologique internationale, Éditions du Cerf, 2014
- Inspiration et vérité de l'Écriture sainte : la parole qui vient de Dieu et parle de Dieu pour sauver le monde, Pontificia commissione biblica, Éditions du Cerf, 2014
- Dieu trinité, unité des hommes: le monothéisme chrétien contre la violence, Commissione teologica internazionale, Éditions du Cerf, 2014

### Curatore scientifico
- Henri de Lubac, Œuvres complètes, tomo XXIII La pensée religieuse du père Pierre Teilhard de Chardin, Éditions du Cerf, 2002
- Henri de Lubac, Œuvres complètes, tomo XV Corpus mysticum, l'Eucharistie et l'Église au Moyen Âge : étude historique, Éditions du Cerf, 2010
- Gouvernance mondiale et éthique au XXIe siècle, Collège des Bernardins, Lethielleux, 2013

### Direttore di pubblicazione
- Henri de Lubac, Œuvres complètes, tomo IV : Révélation divine, affrontements mystiques, athéisme et sens de l'homme, Éditions du Cerf, 2006
- Henri de Lubac, Œuvres complètes, tomo V : La foi chrétienne : essai sur la structure du symbole des apôtres, Éditions du Cerf, 2008

## Genealogia episcopale e successione apostolica
La genealogia episcopale è:
- Cardinale Scipione Rebiba
- Cardinale Giulio Antonio Santorio
- Cardinale Girolamo Bernerio, O.P.
- Arcivescovo Galeazzo Sanvitale
- Cardinale Ludovico Ludovisi
- Cardinale Luigi Caetani
- Cardinale Ulderico Carpegna
- Cardinale Paluzzo Paluzzi Altieri degli Albertoni
- Papa Benedetto XIII
- Papa Benedetto XIV
- Papa Clemente XIII
- Cardinale Marcantonio Colonna
- Cardinale Giacinto Sigismondo Gerdil, B.
- Cardinale Giulio Maria della Somaglia
- Cardinale Carlo Odescalchi, S.I.
- Vescovo Eugène de Mazenod, O.M.I.
- Cardinale Joseph Hippolyte Guibert, O.M.I.
- Cardinale François-Marie-Benjamin Richard
- Vescovo Marie-Prosper-Adolphe de Bonfils
- Cardinale Louis-Ernest Dubois
- Cardinale Georges-François-Xavier-Marie Grente
- Arcivescovo Marcel-Marie-Henri-Paul Dubois
- Cardinale François Marty
- Cardinale Jean-Marie Lustiger
- Cardinale André Armand Vingt-Trois
- Arcivescovo Éric Marie de Moulins d'Amieu de Beaufort

La successione apostolica è:
- Vescovo Gérard Francis Le Stang (2021)
- Vescovo Étienne Vetö, I.C.N. (2023)
- Vescovo Franck Javary (2025)